# Andrej Kiska
Andrej Kiska (2 tháng 2 năm 1963) là một doanh nhân và nhà từ thiện người Slovakia. Ông đảm nhiệm vai trò tổng thống Slovakia từ năm 2014.

## Bầu cử
Vòng đầu tiên của cuộc bầu cử tổng thống năm 2014, Kiska đạt vị trí thứ 2 với 24% số phiếu, dẫn đầu là thủ tướng Robert Fico với 28% số phiếu. Do không ai trong số các ứng cử viên đạt hơn 50% số phiếu nên Kiska và Robert Fico phải bầu cử lần 2 vào ngày 29 tháng 3 năm 2014. Kiska đã giành thắng lợi với 60% số phiếu trong cuộc bầu cử thứ 2. Ông nhậm chức vào ngày 15 tháng 6 năm 2014.